# Your Type
"Your Type" es una canción de la cantante canadiense Carly Rae Jepsen para su tercer álbum de estudio, Emotion (2015). Ella coescribió la canción con Wayne Hector, Tavish Crowe, y sus productores Rami Yacoub y Carl Falk. Inicialmente lanzada en formato digital el 14 de agosto de  2015 como el cuarto y último sencillo promocional previo al lanzamiento del álbum, fue reeditado como el tercer sencillo oficial el 9 de noviembre de 2015. Un paquete de remix oficial debutó el 11 de diciembre de 2015.
"Your Type" es una canción synth-pop inspirada en los 80 basada en el amor no correspondido. El 3 de noviembre de 2015 se lanzó un video musical de acompañamiento. La canción generó un renovado interés en la primavera de 2016 y entró en la lista de difusión por Airplay del Canada Hot AC del 14 de mayo de 2016.

## Composición
"Your Type" es una canción de amor electropop de ritmo medio sintetizada y influenciada por la música de los 80. La balada encuentra que Jepsen expresa su interés en buscar una relación romántica con alguien a pesar de su creencia de que ella no es su "tipo" y explora el concepto de amor no correspondido. Durante las actuaciones en vivo, ella reveló que la canción era sobre un tipo que se enamoró de ella y que después descubrió que era gay, similar a lo que era su único video de "Call Me Maybe".

## Vídeo musical
El video de "Your Type" fue filmado en octubre de 2015 bajo la dirección de Gia Coppola y se estrenó el 3 de noviembre de 2015. Comienza con una voz en off que introduce la historia del personaje de Jepsen ("Había una vez una niña ...") y luego sigue a Jepsen la atracan en el banco de un parque, ingresa en un club nocturno y realiza karaoke. Durante su actuación, el video alterna entre tomas de una multitud grande y emocionada y un bar casi vacío, sugiriendo que la primera es la fantasía de Jepsen de cómo se desarrolló la escena.
La trama del video ha sido descrita como una historia de pseudo-Cenicienta.

## Recepción crítica
"Your Type "recibió críticas generalmente positivas. Los críticos han comparado la descripción de la canción de angustia y anhelo con el tema similar Dancing on My Own de Robyn. Su producción se asemejaba más a la de la banda de synthpop Chvrches.
Al revisar para NPR, Ken Tucker destacó "Your Type" como un claro ejemplo del "intento de Jepsen de expandir la noción de cómo puede sonar el pop desechable", aplaudiendo aún más su narrativa vulnerable que trasciende los roles de género. Abeni Jones, de Autostraddle, bautizó la canción como "Moody Trans Girl Anthem".
Nolan Feeny de Time elogió la "voz herida" de Jepsen por llevar la complejidad emocional a un "cuento sin importancia". Al criticar la falta de identidad de Jepsen, Corban Goble de Pitchfork caracterizó su interpretación vocal en "Your Type" como indistinguible de otras canciones en el disco a pesar de los intentos de Jepsen de sonar "rudo". Jessica Doyle, escritora de The Singles Jukebox hizo hincapié en los pasos líricos de la canción que "intensifica el patetismo de la canción: el narrador quiere destacarse [...] tanto, pero incluso su desesperado monólogo interno es soso".

## Presentaciones en vivo

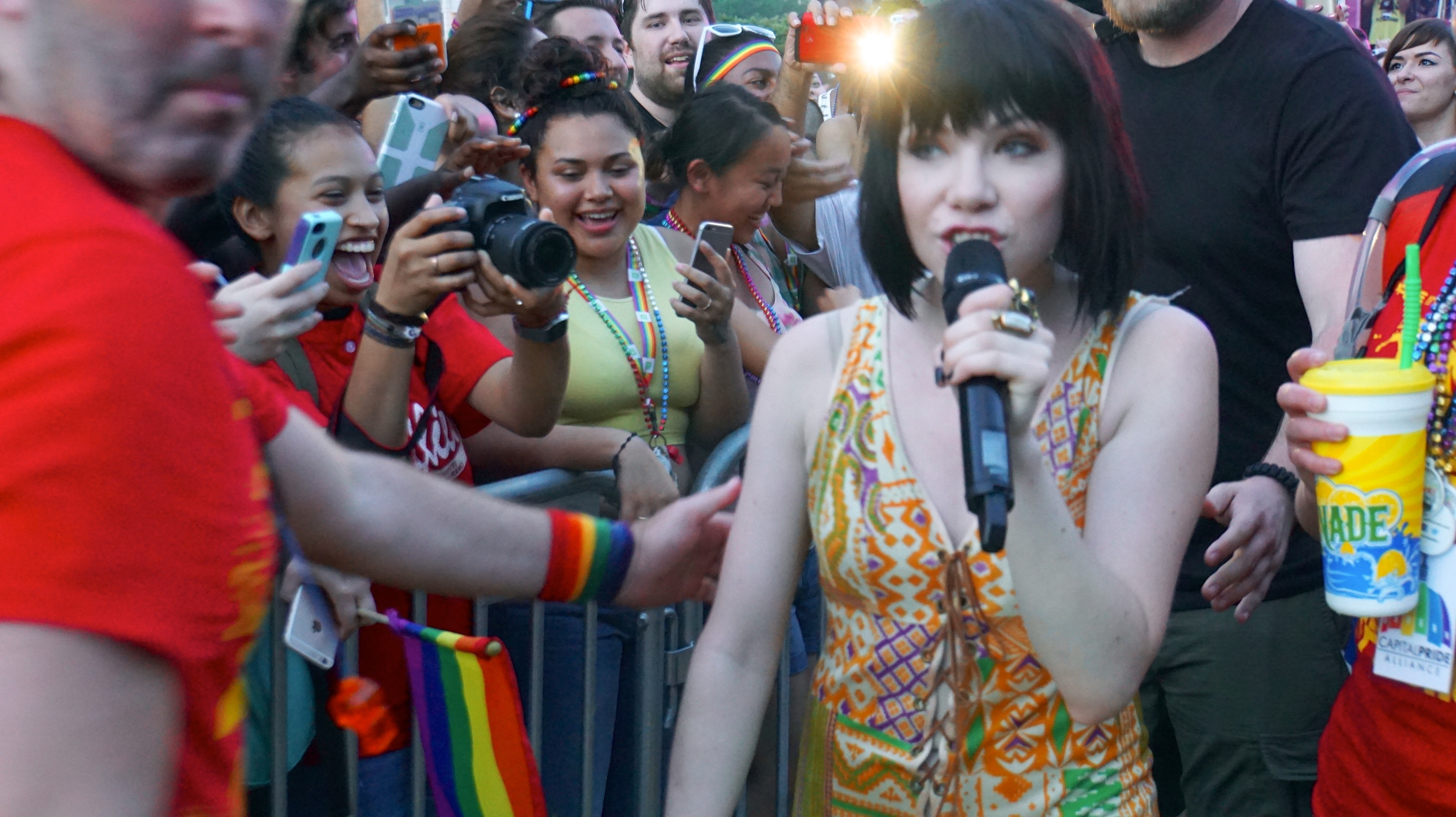
Jepsen cantando "Run Away with Me" en el Capital Pride en 2015.

El 1 de mayo de 2015, jepsen realizó una presentación de Your Type en Beijing, China. jepsen Interpretó la canción en el Show de Seth Meyers el 26 de enero de 2016.

## Formatos y lista de canciones
Descarga digital - Sencillo
1. "Your Type" - 3:20

Descarga digital - remixes
1. "Your Type (Young Bombs Remix)" - 4:22
2. "Your Type (Skylar Spence Remix)" - 3:50

## Historial de lanzamientos
| País           | Fecha                  | Formato          | Discográfica |
| -------------- | ---------------------- | ---------------- | ------------ |
| Estados Unidos | 14 de agosto de 2015   | Descarga digital | Interscope   |
| Europa         | 9 de noviembre de 2015 | Descarga digital | Interscope   |